# 因蘭鎮區 (愛荷華州錫達縣)
因蘭鎮區（英語：Inland Township）是位於美國愛荷華州錫達縣的一個行政鎮區。

## 地方資料
根據2010年美國人口普查的數據，因蘭鎮區的面積為94.21平方千米，當中陸地面積為94.21平方千米，而水域面積為0.00平方千米。當地共有人口773人，而人口密度為每平方千米8.21人。